# Pseudopilinurgus erratus
Pseudopilinurgus erratus är en skalbaggsart som beskrevs av Jan Krikken 1980. Pseudopilinurgus erratus ingår i släktet Pseudopilinurgus och familjen Cetoniidae. Inga underarter finns listade i Catalogue of Life.